# الکساندرا، کنتس فردریکسبورگ
الکساندرا کریستینا، کنتس فردریکسبورگ، RE، که قبلاً به عنوان شاهزاده الکساندرا دانمارک (زاده ۳۰ ژوئن ۱۹۶۴)، شناخته می‌شد، همسر سابق شاهزاده یواخیم دانمارک است، که برادر کوچکتر فردریک دهم می‌باشد.
او در هنگ کنگ به دنیا آمد و از نژاد مختلط آسیایی و اروپایی است. او در سال ۱۹۹۴ به شاهزاده یواخیم معرفی شد. آن‌ها در سال ۱۹۹۵ ازدواج کردند و دو پسر با هم داشتند، سپس در سال ۲۰۰۵ طلاق گرفتند.

## اوایل زندگی و خانواده
از نژاد انگلیسی، چینی و اتریشی، الکساندرا منلی در هنگ کنگ به دنیا آمد، به عنوان بزرگ‌ترین از سه دختر ریچارد نیگل منلی (۱۱ اوت ۱۹۲۴ – ۱۲ ژانویه ۲۰۱۰) و کریستا ماریا منلی (نام‌خانوادگی نووتنی؛ ۱۹۳۳ – ۵ ژانویه ۲۰۲۳). پدر او مدیر اجرایی شرکت بیمه و مادرش مدیر یک شرکت ارتباطات بود. او در کلیسای جامع سنت جان، هنگ کنگ تعمید داده شد. او در مدرسه مدرسه ابتدایی کواری بی (۱۹۶۹–۱۹۷۱)، مدرسه گلینالی (۱۹۷۱–۱۹۷۴) و مدرسه آیلند (۱۹۷۴–۱۹۸۲)، همگی در هنگ کنگ تحصیل کرد.
منلی در رشته تجارت بین‌الملل در دانشگاه اقتصاد و کسب‌وکار وین در اتریش تحصیل کرد. او همچنین برای تحصیلات به ژاپن و انگلستان رفت. مشخص نیست که آیا او مدرک دانشگاهی کسب کرده است یا خیر. از ۱۹۹۰ تا ۱۹۹۵، او در شرکت مدیریت جی‌تی (آسیا) با مسئولیت محدود، هنگ کنگ مشغول به کار بود، جایی که از ۱۹۹۰ تا ۱۹۹۳ در فروش و بازاریابی کار می‌کرد و از ۱۹۹۳ به عنوان معاون مدیر اجرایی آن بخش بود.

## اولین ازدواج و فرزندان
الکساندرا در ژانویه ۱۹۹۴ در یک شام خصوصی در هنگ کنگ با شاهزاده یواخیم آشنا شد، جایی که او برای یک شرکت کشتیرانی دانمارکی کار می‌کرد. پس از یک دوستی سریع که گفته می‌شود اواخر ۱۹۹۴ آغاز شده بود، شاهزاده یواخیم در تعطیلاتی در فیلیپین به الکساندرا یک حلقه نامزدی الماس و یاقوت هدیه داد. نامزدی آن‌ها رسماً در ماه مه ۱۹۹۵ اعلام شد.
آن‌ها در ۱۸ نوامبر ۱۹۹۵ توسط کشیش عادی ملکه مارگرت در کلیسای قلعه فردریکسبورگ، محل نشان فیل، در هیلرود ازدواج کردند. جشن‌های عروسی در کاخ فردنسبرگ برگزار شد. لباس عروس توسط یورگن بندر طراحی شده بود و او تاج الکساندرین را که در اصل متعلق به دوشس الکساندرینه بود و هدیه عروسی از ملکه مارگرت بود، بر سر داشت.
وقتی الکساندرا با یواخیم ازدواج کرد، حرفه خود در بازاریابی را رها کرد. گفته می‌شود که او پیش از ازدواجش و تبدیل شدن به شهروند دانمارک، تابعیت بریتانیایی خود را کنار گذاشته بود.
در طول ۹ سال ازدواجشان، یواخیم و الکساندرا دو پسر به دنیا آوردند. در ۲۸ اوت ۱۹۹۹، کنت نیکولای، اولین نوه ملکه و شاهزاده کنت، به دنیا آمد. برادر کوچکترش، کنت فلیکس، سه سال بعد در ۲۲ ژوئیه ۲۰۰۲ به دنیا آمد.

## زندگی به عنوان شاهزاده
الکساندرا در میان مردم دانمارک محبوب شد. به دلیل حس مد و کارهای خیریه‌اش، او را «دیانا شمال» لقب دادند. او به صورت بومی انگلیسی و آلمانی صحبت می‌کند (از طریق پدر و مادرش به ترتیب) و تسلطش به زبان آلمانی به او کمک کرد تا زبان دانمارکی را سریع‌تر یاد بگیرد. در عرض چند ماه، او تقریباً بدون لهجه صحبت می‌کرد که این امر او را بیشتر در دل دانمارکی‌ها جای داد. او در یک مصاحبه گفت: «من دستور زبان را به‌ویژه دشوار نمی‌بینم، اما تلفظ می‌تواند سخت باشد، زیرا برخی از کلماتمان را قورت می‌دهیم. این موضوع مرا کمی به یاد چینی می‌اندازد، با توقف صوتی… گفتن چیزی با افت یا افزایش می‌تواند به کلمه معنای کاملاً متفاوتی بدهد»، او توضیح داد. «این تصمیم من بود که بلافاصله زبان را یاد بگیرم. وحشتناک می‌شد اگر مجبور بودم در یک مراسم به انگلیسی صحبت کنم یا از کسی بابت چیزی تشکر کنم. کاملاً اشتباه می‌بود. اینجا خانه من است و بنابراین هیچ گزینه دیگری وجود نداشت.»
هم در طول و هم پس از ازدواجش، الکساندرا در فعالیت‌های خیریه متعددی از جمله صلیب سرخ جوانان، انجمن نابینایان دانمارک، یونیسف و گروه حمایت از مادران مجرد، مشارکت داشت. او همچنین به عنوان سفیر یونیسف زمانی که به تایلند سفر کرد تا از بیماران مبتلا به، ویروس اچ آی وی بازدید کند، خدمت کرد.